# Rio Reiser

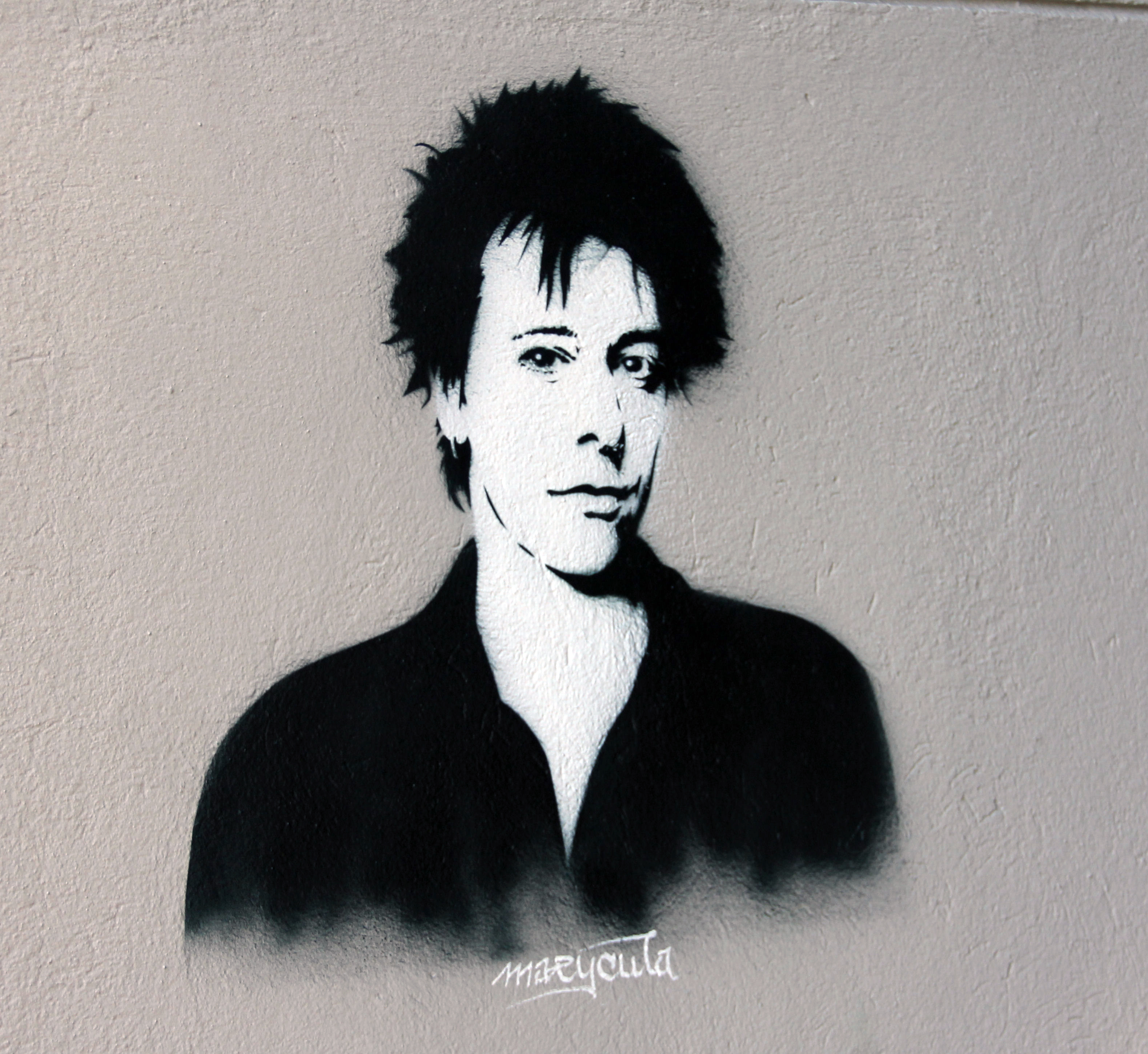
Wandmalerei Tempelhofer Ufer 32 in Berlin-Kreuzberg

Rio Reiser (* 9. Januar 1950 als Ralph Christian Möbius in West-Berlin; † 20. August 1996 in Fresenhagen) war ein deutscher Sänger, Musiker, Komponist, Liedtexter und Schauspieler.
Von 1970 bis 1985 war er Sänger und Haupttexter der Band Ton Steine Scherben. Nach Auflösung der Band setzte er seine Karriere als Solokünstler fort. Zu seinen bekanntesten Liedern gehören Macht kaputt, was euch kaputt macht, Keine Macht für Niemand und Rauch-Haus-Song mit Ton Steine Scherben sowie König von Deutschland, Alles Lüge und Junimond aus seiner Solozeit.

## Leben

### Herkunft und Jugend
Rio Reiser wurde 1950 in West-Berlin geboren. Sein Vater war Ingenieur für Kartonverpackungen bei der Siemens AG; die Familie musste infolge seiner Versetzungen mehrmals umziehen. Außer in seiner Geburtsstadt lebte die Familie in Traunreut, Nürnberg, Brühl, Fellbach und Rodgau. Seine Brüder sind Peter Möbius (1941–2020) und Gert Möbius (* 1943).
Reiser brach die Schule am Melanchthon-Gymnasium Nürnberg ab, um in Offenbach-Bieber eine Ausbildung in einem Fotografenstudio zu machen. Er brachte sich selbst das Cello-, Gitarre- und Klavierspielen sowie das Spielen weiterer Instrumente bei. Seinen bürgerlichen Namen änderte er in Anlehnung an die Hauptfigur des psychologischen Romans Anton Reiser von Karl Philipp Moritz in Rio Reiser. In seiner Jugend war er Fan der Beatles und später der Rolling Stones.
Um 1970 hatte er sein Coming-out und lebte in seinem privaten Freundeskreis offen schwul. Er thematisierte seine Beziehungen zu Männern bis Mitte der 1980er Jahre nicht öffentlich; ab 1986 begann er in Interviews und Talkshows dazu Stellung zu nehmen.

### Musikkarriere

#### Anfänge
Im Januar 1966 fragte R. P. S. Lanrue Rio Reiser, ob sie mal miteinander Musik machen sollten. Lanrue erhielt damals eine Empfehlung durch den Kunstmaler und Mitbegründer von Hoffmann’s Comic Teater, Blalla W. Hallmann, der in Verbindung zur in Nieder-Roden wohnhaften Familie Möbius stand, sich an den sehr jungen begabten Musiker zu wenden. Die Band, die sie schließlich gründeten, nannte sich Beat Kings und coverte hauptsächlich Beatmusik. Der meist gespielte Titel aus der Anfangszeit war Hang On Sloopy. Noch im selben Jahr gründeten Reiser und Lanrue gemeinsam die Rockband De Galaxis, in der sie ab und zu auch eigene Stücke spielten. Später brach Reiser seine Ausbildung im Fotostudio ab, um nach West-Berlin zu ziehen. Dort komponierte er im Auftrag seiner Brüder die Lieder für die „erste Beatoper der Welt“ – Robinson 2000, der aber kein kommerzieller Erfolg beschieden war.

#### Ton Steine Scherben

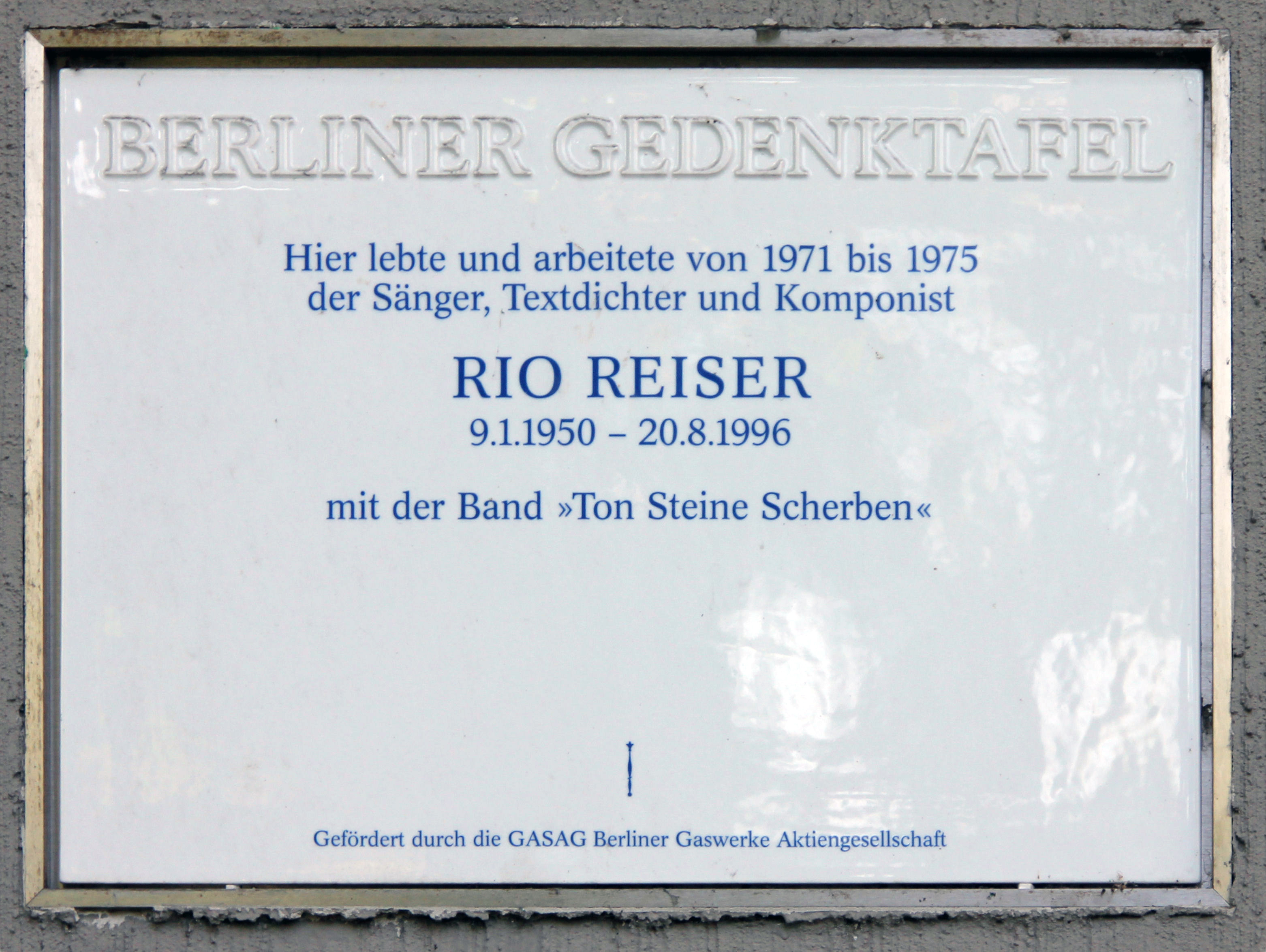
Berliner Gedenktafel am Haus Tempelhofer Ufer 32 in Berlin-Kreuzberg

1970 gründete Reiser zusammen mit Lanrue sowie Kai Sichtermann und Wolfgang Seidel die Band Ton Steine Scherben. Im selben Jahr hatte die Gruppe den ersten Liveauftritt auf dem von Beate Uhse gesponserten Love-and-Peace-Festival. Mit den beiden im Selbstvertrieb erschienenen Alben Warum geht es mir so dreckig (1971) und vor allem Keine Macht für Niemand (1972) brachte die Band die Zustände, Gedanken und Strömungen der radikalisierten Linken in Westdeutschland nach 1968 auf den Punkt. Sie nannten das „Agitrock“, ein Wortspiel aus „Agitprop“ und „Acidrock“ mit deutschen Texten. Die Band erlangte in Berlin-Kreuzberg und anderen westdeutschen Städten, in denen sie auftraten, schnell Kultstatus, beispielsweise mit dem Rauch-Haus-Song, dem Soundtrack zur linken Hausbesetzer-Szene. Im Anschluss an Ton-Steine-Scherben-Konzerte kam es meist vor Ort zu einer Hausbesetzung.
1974 trat die Band bei einem Konzert mit Rosa von Praunheim auf, der Reiser immer wieder künstlerische Impulse gegeben hat. So regte von Praunheim unter anderem den persönlichen Stil des Albums Wenn die Nacht am tiefsten … (1975) an sowie die Besinnung der Band auf schwulenpolitische Themen.

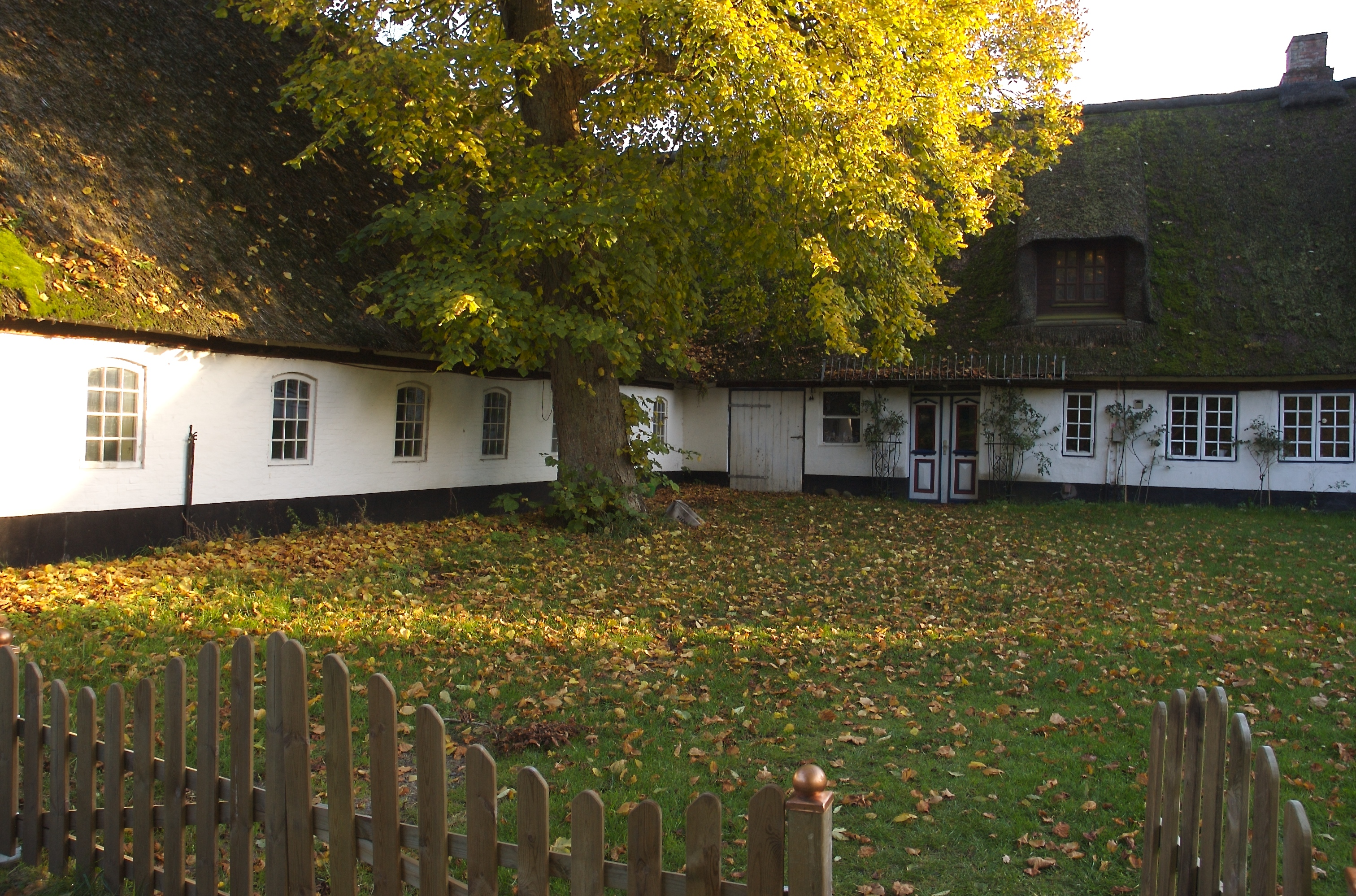
Reisers Wohnhaus in Fresenhagen

Als die Band sich zunehmend als „Jukebox der Linken“ in West-Berlin missbraucht sah, zog sie aufs Land nach Fresenhagen. Dort entstand 1975 das Doppelalbum Wenn die Nacht am tiefsten … – eine Abkehr von den Politparolen der Anfangszeit und eine Hinwendung zu privaten, melancholischen Themen – bevor die Band eine langjährige Auszeit nahm, jedoch weiter als Kommune zusammenlebte. In dieser Zeit entstanden Hörspiele, Kinderplatten und musikalische Beiträge für Theaterstücke der schwulen Theatergruppe Brühwarm (u. a. mit Corny Littmann), wie beispielsweise Mannstoll und Entartet.
1981 kam es zu einem Comeback mit der düsteren Doppel-LP IV, mit der sich die Band endgültig von ihrem Status als „Polit-Combo“ löste. Um das Album zu bewerben, entschied man sich nach Jahren der Live-Abstinenz, wieder ausgedehnt auf Tour zu gehen. Die Resonanz war positiv und die Tournee größtenteils ausverkauft. Aufgrund der Fehlkalkulation eines externen Tourmanagers konnten die Kosten für die Licht- und Tonanlage sowie die teilweise luxuriösen Unterkünfte bei Eintrittspreisen unter 10 DM nicht eingespielt werden; die Band stand am Ende mit einem Verlust von ca. 300.000 DM da. Das neue Management von Claudia Roth und Misha Schoeneberg sollte helfen, den Schuldenberg abzutragen. Nachdem die eher eingängige LP Scherben 1983 erschienen war, folgte Tournee auf Tournee (u. a. auch im Wahlkampf für die Grünen). 1985 löste sich die Band nach der Veröffentlichung ihres bis dahin einzigen „Live“-Albums Live in Berlin 84 unter anderem wegen der finanziellen Misere auf.

#### Solokarriere
Ton Steine Scherben und Rio Reiser hatten rund 200.000 Mark Schulden, sie wollten sich aber als „Ikone der Linken“ nicht an „die Industrie verkaufen“. Annette Humpe (Ex-Ideal), die 1984 bereits Rios erste Single Dr. Sommer/B-Seite produziert hatte, stellte den Kontakt zu George Glueck her, Reisers späterem Manager.
Udo Arndt produzierte 1985/1986 zusammen mit Humpe Reisers erstes Soloalbum Rio I. für CBS. Das Album baute auf den zahlreichen Demos auf, die die Scherben für eine mögliche weitere LP aufgenommen hatten. Reisers Solokarriere begann mit seinen beiden größten Hits König von Deutschland und Junimond und war so erfolgreich, dass er nach kurzer Zeit schuldenfrei war.
Viele Fans von Ton Steine Scherben wollten es allerdings nicht gutheißen, dass Reiser als „Idol der linksalternativen Szene“ ein kommerziell erfolgreicher Musiker im Fahrwasser der Neuen Deutschen Welle sein sollte. Dabei verkannten sie, dass die meisten der Lieder, die Reiser im Laufe seiner Solokarriere aufgenommen und gespielt hat, alte Scherben-Lieder waren (Junimond, Menschenfresser, Jetzt schlägt’s Dreizehn, Irrenanstalt und König von Deutschland waren schon 1976 live gespielt worden). Nur waren sie hier glatter, gefälliger oder besser produziert. Eingespielt wurden die Platten von einer Reihe professioneller Studiomusiker, anstatt wie bis dahin im Kollektiv. Bei den Liveauftritten wurde Reiser von zahlreichen Musikern aus dem Scherben-Umfeld begleitet, so spielte bis zum Jahr 1988 Lanrue in seiner Live-Band mit.
1986 beendete Reiser mit einer Allstar-Band (u. a. mit Herbert Grönemeyer, den Rodgau Monotones, den Toten Hosen, Purple Schulz und Herwig Mitteregger) vor über 100.000 Zuschauern das Anti-WAAhnsinns-Festival. Als letztes Lied spielte er allein am Klavier eine Version von Over the Rainbow.
Die Nachfolge-LP Blinder Passagier (1987) bzw. deren Verkaufszahlen konnte die hohen Erwartungen nicht erfüllen, die das Debüt geweckt hatte. Statt einen Nachfolge-Hit für König von Deutschland zu produzieren, schrieb Reiser neben Rocksongs lieber Seemanns-, Sehnsuchts- und Schlaflieder. Die Tournee zum Album war ein Erfolg und führte ihn im Oktober 1988 für zwei Konzerte auf Einladung der FDJ nach Ost-Berlin.
Für die beiden Konzerte, die am 1. und 2. Oktober 1988 in der Werner-Seelenbinder-Halle stattfanden, hatte Reiser noch ein paar Scherben-Klassiker mehr als üblich ins Programm aufgenommen. Die Konzerte, die mit Alles Lüge begannen, wurden aufgezeichnet und vom DDR-Jugendradiosender DT 64 ausgestrahlt. Allerdings fehlte bei der Ausstrahlung der Scherben-Song Der Traum ist aus: Die Zeilen „Gibt es ein Land auf der Erde, wo der Traum Wirklichkeit ist? […] Ich weiß es wirklich nicht – Ich weiß nur eins, und da bin ich sicher: Dieses Land ist es nicht!“ – ursprünglich der Bundesrepublik gewidmet – wurden von tausenden Ost-Berlinern „mehr mitgebrüllt als mitgesungen“ und das zeigte, ein Jahr vor der politischen Wende, wie wenig sich die anwesenden Zuhörer mit ihrem Staat identifizieren wollten. Als Vorgruppe spielte Lutz Kerschowski, der später als Gitarrist in Rios Band spielte und heute sein musikalischer Nachlassverwalter ist.
Nach einem Gastauftritt mit Band und drei Songs für den Soundtrack im Schimanski-Tatort Der Pott ging Reiser 1989 mit seiner dritten LP *** (Sternchen; 1990) neue musikalische Wege. Produziert von Udo Arndt und Reinhold Heil – als Die Kuhjaus (angelehnt an den Fälscher Konrad Kujau) – verzichtete es zugunsten von elektronischen Klängen und gesampelten Streichern weitgehend auf rockige Töne. Die LP enthält mit Zauberland ein Lied, das als Abgesang auf die untergehende DDR verstanden wurde. Es war jedoch schon Jahre zuvor geschrieben und bereits 1988 auf Konzerten gespielt worden.
1991 erschien das Album Durch die Wand, mit dem er zu ungeschliffenen rockigen Tönen zurückkehrte. Die Kritiken waren überaus positiv, das Publikumsinteresse hielt sich jedoch in Grenzen. Darüber hinaus musste die geplante Tournee aufgrund eines sich aus nicht bekanntgegebenen Gründen verschlechternden Gesundheitszustandes des Sängers abgesagt werden. Im November 1991 sollte Reiser in der Talkshow Holgers Waschsalon von Holger Weinert auftreten, stattdessen brannte er am Tag der Aufzeichnung mit seinem neuen Freund durch.
Beim Heute Die – Morgen Du-Konzert in Frankfurt am Main im Jahr 1992 trat Reiser zusammen mit einigen der bekanntesten deutschen Gruppen auf und begleitete Marianne Rosenberg am Klavier zu Der Traum ist aus. Für diesen Anlass schrieb er gemeinsam mit Ulla Meinecke den Song Zeitreise und spielte diesen dann auch – später veröffentlicht als 13. Dezember.
Annette Humpe produzierte 1993 das Album Über Alles. Es überraschte mit einer „Volksmusik aus Beat, Polka, Ventures-Gitarren, Westcoast, Shantys und Bob Dylan“ sowie mit „Rave- und House-Soundelementen“. Die Platte enthält mit Irrenanstalt einen für die Theatergruppe Brühwarm geschriebenen Titel, der bereits 1977 erschienen war und sich auch im Live-Repertoire der Scherben fand.
1994 erschien die in Zusammenarbeit mit Hannes Eyber entstandene Autobiografie König von Deutschland, die – von kurzen Schlaglichtern abgesehen – seine Solokarriere ausspart. Etwa zur gleichen Zeit spielte er seinen größten Hit König von Deutschland mit teilweise neuem Text für das gleichnamige Best-of-Album neu ein.

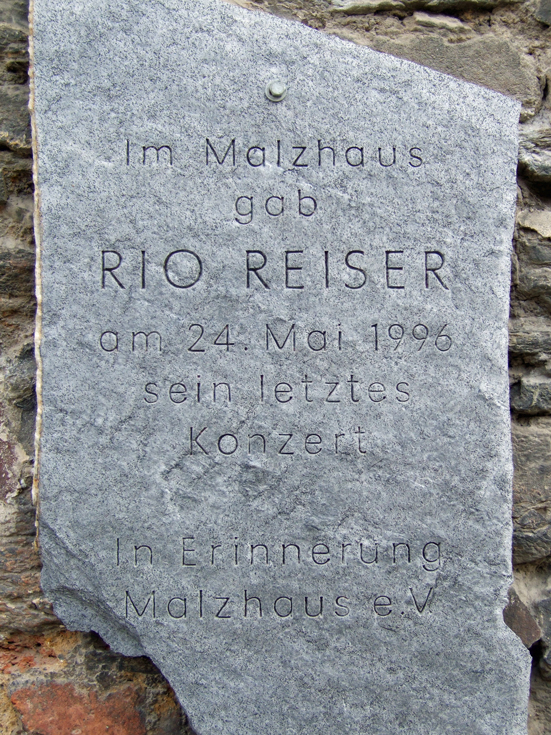
Gedenktafel am Malzhaus in Plauen; hier fand Rio Reisers letztes Konzert statt

Reisers sechste und letzte Soloplatte heißt Himmel und Hölle und war zugleich das letzte Album, das er bei Sony Music veröffentlichte. 1995 sollte ursprünglich nur der Song Träume als Titellied für den Münchener Tatort Im Herzen Eiszeit aufgenommen werden, in dem Rio eine Hauptrolle spielte. Man entschied sich aber kurzerhand dafür, ein ganzes Album aufzunehmen. Eingespielt wurde die Platte von derselben Studiobesetzung, die schon bei Reisers Debütalbum 1986 mitgewirkt hatte. „Eine der schönsten und zugleich düstersten Platten aus deutschen Landen“, urteilte Hollow Skai. In dem Song Hoffnung singt Rio Reiser zehn Jahre nach König von Deutschland und nur wenige Monate vor seinem Tod: „Nehmt mir die Krone ab, die mich erdrückt, nehmt mir die Krone weg, nehmt sie zurück. Ich weiß, irgendwo ist da ein Licht, doch ich kann euch nicht führen, denn ich weiß den Weg nicht.“
Im Frühsommer 1996 begab sich Reiser trotz seines schlechten Gesundheitszustands und gegen ärztlichen Rat auf Deutschland-Tournee, die auch mehrere Open-Air-Konzerte in Berlin vorsah. Aber kurz vor dem ersten geplanten Auftritt musste die Tour abgesagt werden. Reiser gab sein letztes offizielles Konzert am 24. Mai 1996 im ausverkauften Malzhaus in Plauen. Fünf Tage vor seinem Tod teilte er mit, dass er seine nächste Platte wieder bei der hauseigenen David Volksmund Produktion herausbringen wolle, um wieder unabhängig zu sein.

#### Zusammenarbeit mit anderen Musikern
Parallel zu Ton Steine Scherben und seiner Solokarriere arbeitete Rio Reiser auch als Produzent und Koproduzent unter anderem für Brühwarm, Wolfgang Michels, Die Stricher und seinen langjährigen Freund Misha Schoeneberg. Zusammen mit Wolfgang Michels arbeitete er an drei LPs und diversen Liedern, so u. a. Bald zuhause vom Familienalbum, Ich bin müde (gecovert von Fettes Brot) und Herzverloren.
Als Texter wirkte Rio Reiser nicht nur für seine Band Ton Steine Scherben, sondern unter anderem auch für Marianne Rosenberg, Wolfgang Michels, Klaus Lage, Kralle Krawinkel (Ex-Trio) und Uwe Ochsenknecht. 1990 erhielt er den Fred-Jay-Preis für seine Texte für Marianne Rosenberg.

### Politisches Engagement
Der erste Auftritt der Scherben setzte Maßstäbe. Beim Love-and-Peace-Festival 1970 auf Fehmarn forderte Rio Reiser die verbliebenen Zuschauer auf, den Veranstalter „ungespitzt in den Boden zu hauen“, worauf ihm diese zu den Klängen von Macht kaputt, was euch kaputt macht Folge leisten sollten.
Obwohl sie nach herkömmlichen „Majorfirmen“-kommerziellen Maßstäben nicht erfolgreich waren, hatten und haben Lieder wie Die letzte Schlacht gewinnen wir, Der Traum ist aus, Keine Macht für Niemand und Macht kaputt, was euch kaputt macht politischen Einfluss auf die deutsche Linke nach 1968. Parolen aus der Zeit und Textfragmente finden sich noch im heutigen Sprachgebrauch wieder.
Die Hymne Keine Macht für Niemand wurde nach Reisers eigenen Angaben von den Mitgliedern der späteren Bewegung 2. Juni um Fritz Teufel in Auftrag gegeben und nicht wie oftmals behauptet von der RAF. Das Auftragswerk stieß allerdings auf wenig Begeisterung und wurde nicht abgenommen.
Reiser und die Scherben, bereits im friesischen Exil, wurden gebeten, 1976 den Wahlkampf der SPD musikalisch zu unterstützen. Rio schrieb aus diesem Anlass einige Songs, weigerte sich aber, unter dem Namen Ton Steine Scherben aufzutreten, da er Kritik aus den Reihen der radikalen Linken fürchtete. Im Bundestagswahlkampf 1983 spielten die Scherben für die Grünen. 1987 engagierte sich Reiser, diesmal solo, erneut im Wahlkampf für die Grünen.
1990 wurde Rio Reiser Mitglied der PDS. Als Motiv führte er in Interviews an, dass er sich „immer für Außenseiter eingesetzt“ habe. Die PDS benutzte sein König von Deutschland, gesungen von einem Kinderchor, als Wahlkampfsong, was unter anderem dazu führte, dass das Original kaum mehr im Radio gespielt und der Videoclip von VIVA boykottiert wurde.

### Theater/Film
Rio Reiser war wie seine älteren Brüder Peter und Gert Möbius schauspielerisch tätig – so unter anderem bei Hoffmanns Comic Teater und den Roten Steinen (einem Berliner Lehrlings-Theaterkollektiv). 1977 bekam Rio Reiser für seine erste Filmrolle in dem Film Johnny West den Bundesfilmpreis in Gold. Ursprünglich war Herbert Grönemeyer für die Rolle vorgesehen; aufgrund befürchteter amouröser Verwicklungen Grönemeyers mit der Hauptdarstellerin, der Freundin des Regisseurs, wurde die Rolle mit Rio Reiser besetzt.
Zusammen mit Lanrue schrieb er Musik und Texte für zahlreiche Theaterstücke, u. a. für die schwule Theatergruppe Brühwarm. Reiser schrieb darüber hinaus Musik für unzählige Bühnenstücke, zum großen Teil für seinen Bruder Peter Möbius – etwa 1974 zu „Martha die letzte Wandertaube“ von Dietmar Roberg im Theater am Turm in Frankfurt. Ein Teil der so entstandenen Kompositionen wurde 2007 auf der CD Rio Reiser singt Lieder von kleinen und großen Vorstadttigern veröffentlicht.
Zusammen mit Armin Petras, der ihn bereits in Berlin als Schauspieler inszeniert hatte, und Philipp Stölzl sollte das Musical Knock Out Deutschland 1994 im Vorprogramm eines WM-Kampfes von Henry Maske in Frankfurt (Oder) uraufgeführt werden. Dazu kam es allerdings nicht, Maskes Trainer Manfred Wolke erwirkte eine einstweilige Verfügung, da er sich verunglimpft sah. Das Musical hatte am 15. Oktober 1994 an den Städtischen Theatern Chemnitz Premiere.
1995 spielte Reiser in dem Tatort des Bayerischen Rundfunks Im Herzen Eiszeit (zusammen mit Rudolph Moshammer) einen ehemaligen Hausbesetzer, der sich nach seiner Entlassung nach elf Jahren Haft in einer für ihn fremd gewordenen Welt zurechtfinden muss. Für den Film komponierte Reiser auch den Titelsong Träume.

### Tod

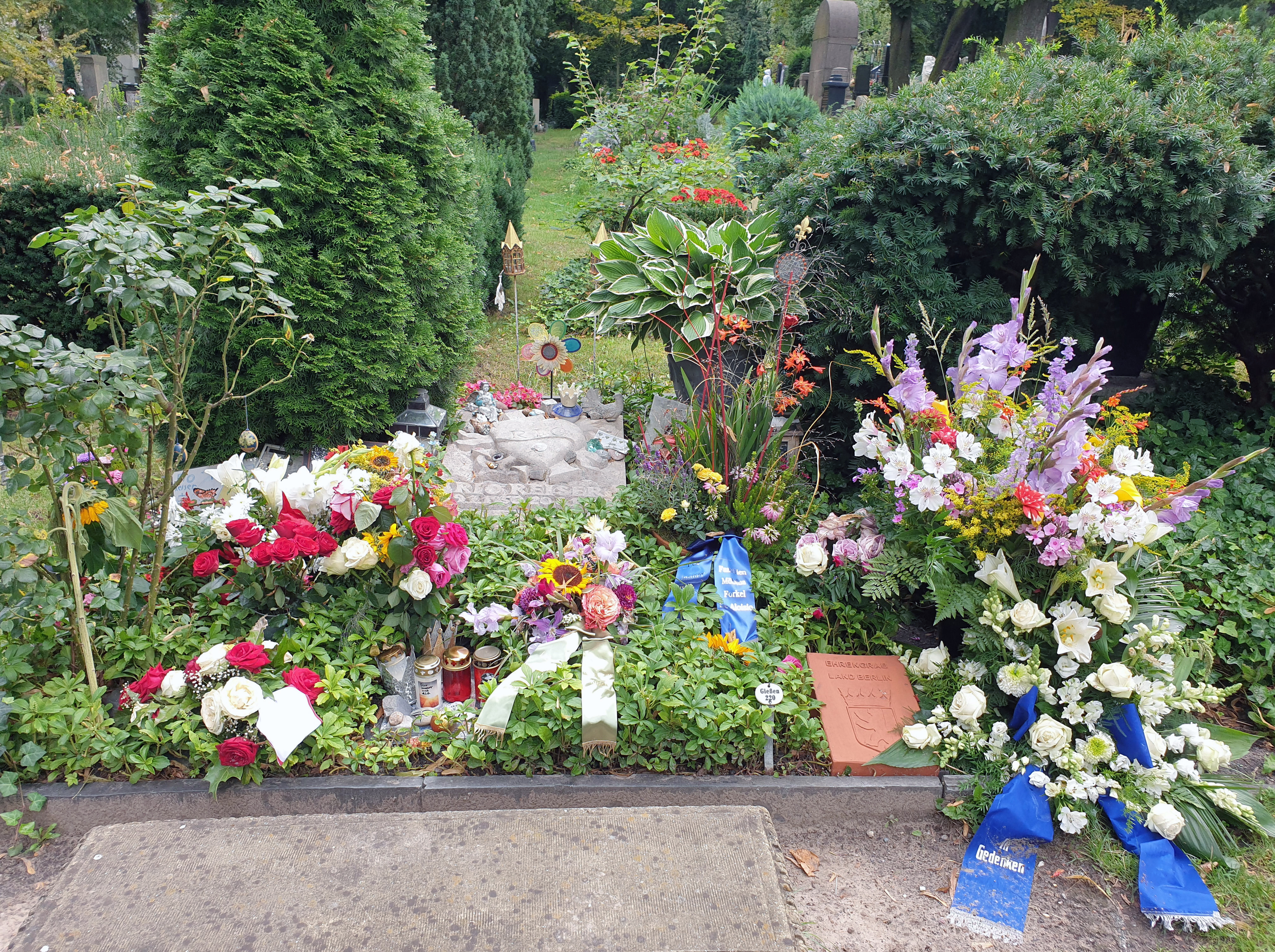
Ehrengrab von Rio Reiser auf dem Alten St.-Matthäus-Kirchhof in Berlin-Schöneberg

Rio Reiser starb im August 1996 im Alter von 46 Jahren. Als Todesursache wurden Ösophagusvarizen diagnostiziert. Sein Lebensgefährte Misha Schoeneberg machte Reisers Alkoholkrankheit für dessen frühen Tod verantwortlich.

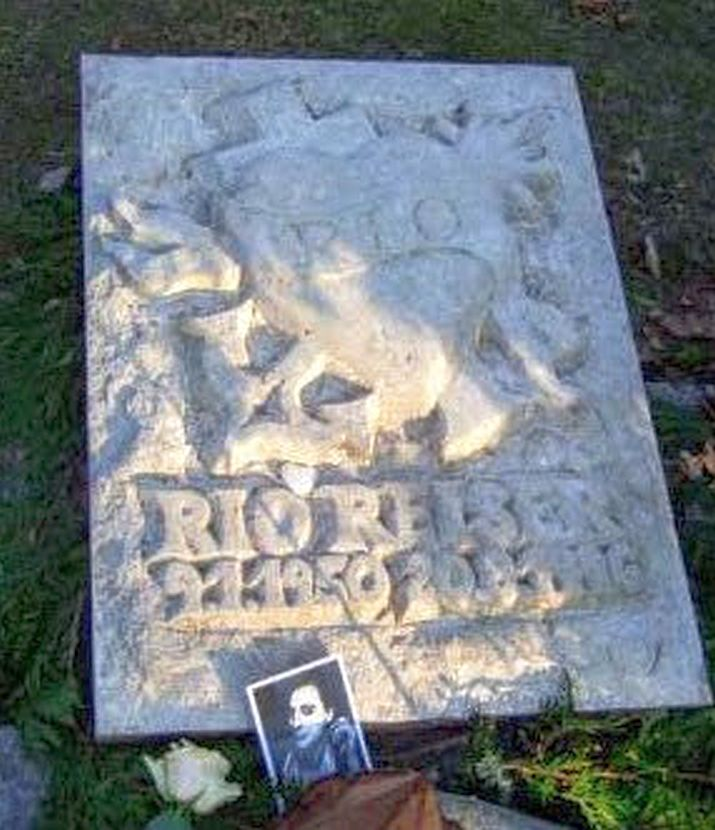
Rio Reiser Grabstein (aus Fresenhagen, nach der Überführung nach Berlin, Februar 2011)

Reiser wurde zunächst per Sondergenehmigung auf seinem Privatgrundstück beigesetzt. Als der Hof zum Verkauf stand, wurden Reisers Gebeine im Februar 2011 auf den Alten St.-Matthäus-Kirchhof in Berlin umgebettet (Grablage: C-W-019/020). Sein Grabstein und der Grabschmuck zogen mit nach Berlin. Das alte Grab in Nordfriesland wurde eingeebnet.
Seit August 2021 ist die Ruhestätte Reisers ein Ehrengrab des Landes Berlin. Diese Ehrung gilt zunächst für die übliche Frist von zwanzig Jahren, kann anschließend aber verlängert werden.

## Gedenken
Rio Reisers Brüder Peter († 2020) und Gert Möbius (mit dem Rio-Reiser-Archiv/Möbius Rekords) haben das Gedenken an den Künstler bewahrt.

### Gedenkveranstaltungen
Mit einem Gedenkkonzert im Berliner Tempodrom nahmen am 1. September 1996 neben anderen seine alte Band Ton Steine Scherben, die Einstürzenden Neubauten, Engerling, Nationalgalerie, Pe Werner, Ulla Meinecke, Marianne Rosenberg, Lutz Kerschowski, Herbert Grönemeyer, Keimzeit, Haindling, Tim Fischer, Freygang und John Banse Abschied von Rio Reiser. Moderiert wurde der Abend von Corny Littmann.
Von Januar bis März 2010 fand im Schwulen Museum in Berlin anlässlich von Reisers 60. Geburtstag eine Ausstellung über sein Leben und sein Werk statt.
Die Umbettung des Grabes im Jahr 2011 auf den Berliner Friedhof wurde von einer feierlichen Zeremonie begleitet, bei der ehemals mit Reiser verbandelte Künstler wie Rosa von Praunheim das Programm mit künstlerischen Beiträgen ausfüllten, das von Reisers Bruder Gert organisiert wurde.
Von Juni bis August 2021 fand in Berlin das Festival 50 Jahre Ton Steine Scherben statt, ausführlicher 50 Jahre Ton Steine Scherben – 70 Jahre Rio Reiser und kurz Scherben-Festival genannt. Eine Website dokumentiert das Festival, bei dem unter anderem Konzerte und Ausstellungen geboten wurden.

Enthüllung der Berliner Gedenktafel an Rio Reisers ehemaligem Wohnhaus in Berlin-Kreuzberg

### Rio-Reiser-Haus
Nach Reisers Tod wurde sein Haus in Fresenhagen als „Rio-Reiser-Haus“ bekannt. Im Oktober 1996 wurde der Verein „Rio-Reiser-Haus e. V.“ gegründet. Das Haus diente bis zum Verkauf des Anwesens im Jahr 2011 als Tagungsort und Studio für Kulturschaffende.

### Gedenktafeln
Eine Gedenktafel am Malzhaus in Plauen erinnert an Rio Reisers letztes Konzert, das dort am 24. Mai 1996 stattfand.
Anlässlich des 17. Todestages von Rio Reiser, dem 20. August 2013, wurde auf Beschluss der Bezirksverordnetenversammlung Friedrichshain-Kreuzberg eine Berliner Gedenktafel am Haus Tempelhofer Ufer 32 in Berlin-Kreuzberg enthüllt. Die Enthüllung fand im Beisein des Chefs der Berliner Senatskanzlei, Björn Böhning, dreier ehemaliger Mitglieder von Ton Steine Scherben und von Vertretern der Berliner Geschichtswerkstatt statt.

### Straßennamen

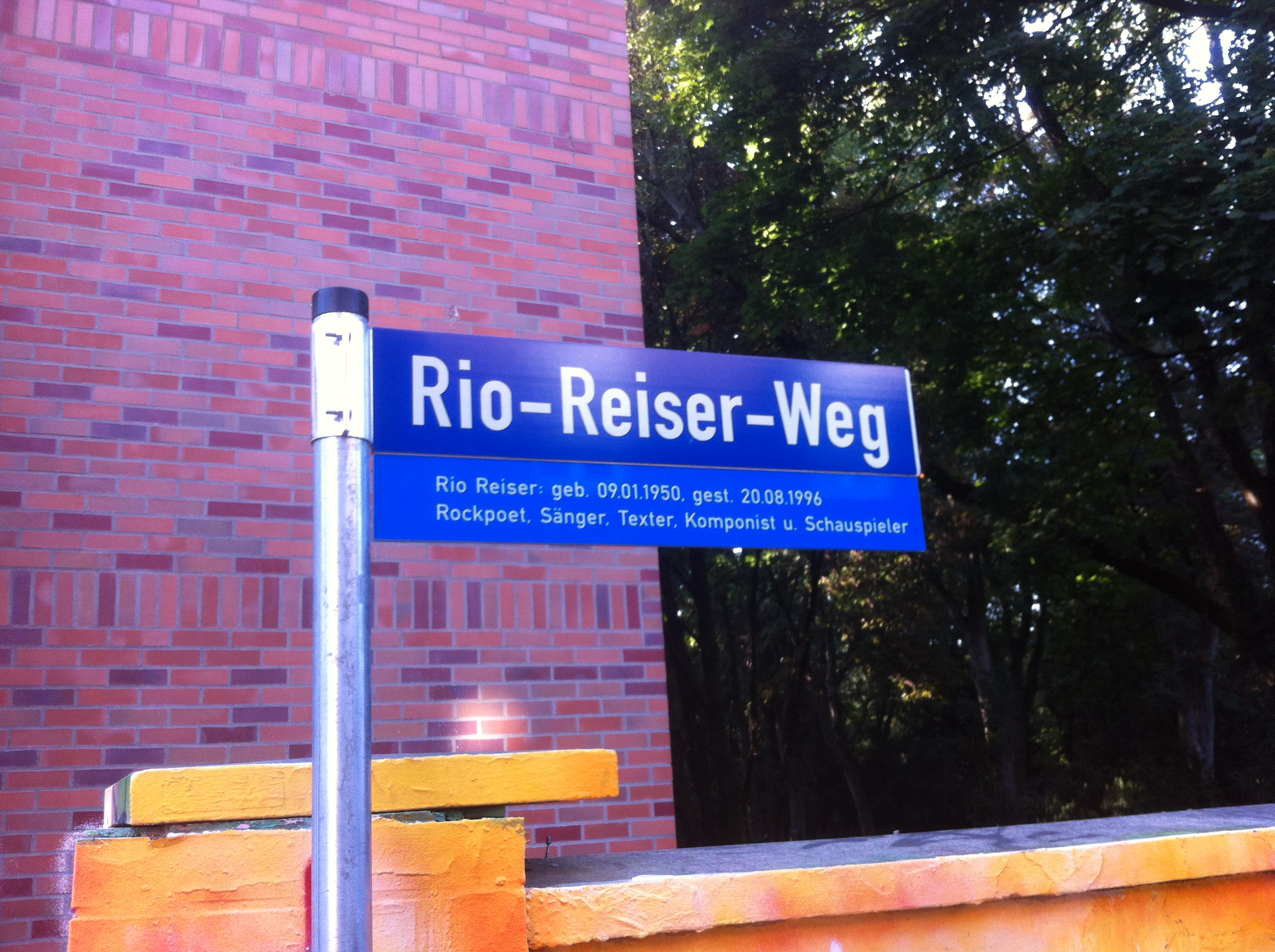
Rio-Reiser-Weg in Unna

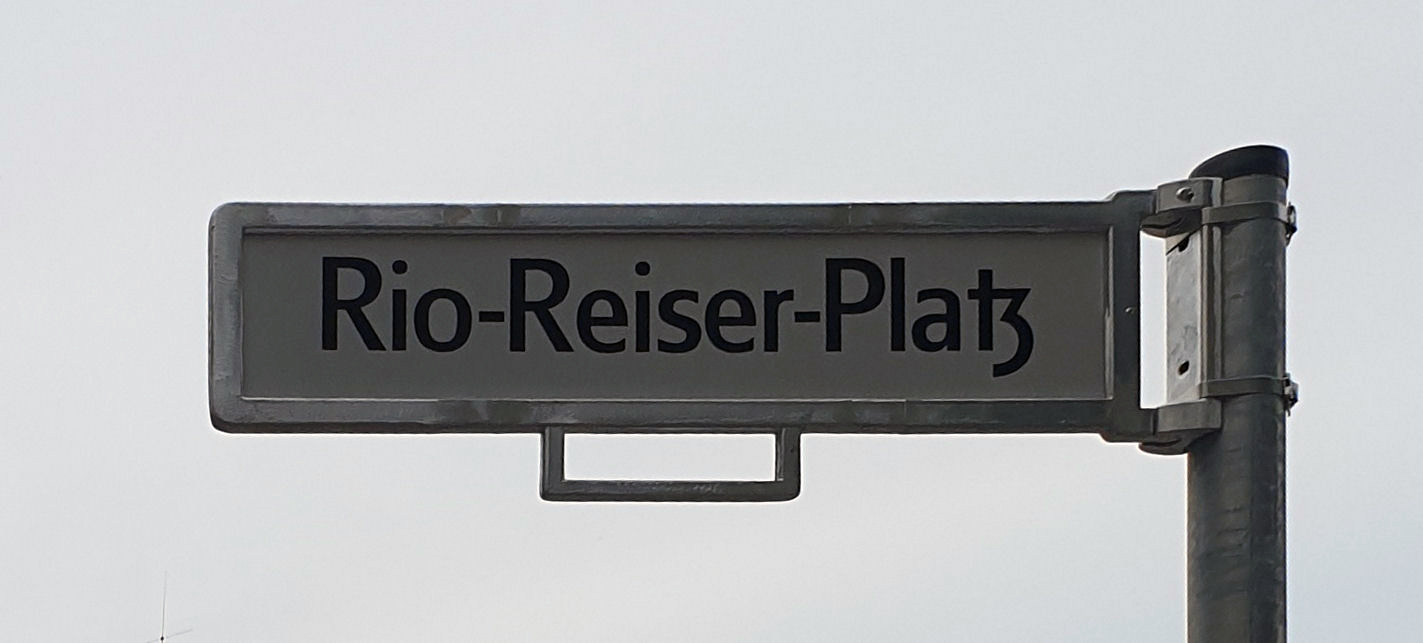
Rio-Reiser-Platz in Berlin-Kreuzberg

Im Jahr 2012 kam es im westfälischen Unna zu einem politischen Streit, als aus der Bürgerschaft der Antrag gestellt wurde, eine Straße nach Rio Reiser zu benennen. Am 17. August 2012 wurde dann die Straße am Kulturzentrum Lindenbrauerei nach Rio Reiser benannt. Auf dem benachbarten Platz der Kulturen fand 2013, in Anlehnung an die Festivals in Fresenhagen, eintägig das 2. Rio-Reiser-Fest Unna als Open-Air-Veranstaltung statt, das in zweitägiger Form, verbunden mit einem Song-Contest, jährlich weitergeführt werden sollte.
Die Bezirksverordnetenversammlung Friedrichshain-Kreuzberg beschloss im Jahr 2017, eine Straße oder einen Platz in Kreuzberg nach Rio Reiser zu benennen. Anlässlich Reisers 70. Geburtstag im Jahr 2020 war dann der Heinrichplatz in Berlin am 15. April 2021 in Rio-Reiser-Platz umbenannt worden. Wegen der Einsprüche von Anwohnern wurde die Umbenennung bis zu einer juristischen Klärung verschoben. Die Umbenennung wurde schließlich am 21. August 2022 vollzogen.

## Künstlerisches Vermächtnis
Rio Reisers Kompositionen beeinflussten eine Reihe von Musikern. Echt, Fettes Brot, Die Prinzen und Jan Delay, die mit ihren Coverversionen von Junimond, Ich bin müde (vom Wolfgang-Michels-Album Keine Probleme) und Für immer und Dich Hits landeten und Bands wie Freundeskreis mit Halt Dich an Deiner Liebe fest sind hier zu nennen.
Heute nennen zahlreiche deutschsprachige Bands Reiser als Vorbild, so etwa Wir sind Helden. Diese coverten auf ihren Konzerten ebenfalls Halt Dich an Deiner Liebe fest und waren mit dem Lied neben vielen anderen (z. B. Klee, Fettes Brot, Söhne Mannheims, Wolfgang Michels, Annett Louisan, Christina Stürmer, Freundeskreis) auf den beiden Tribute-Samplern Familienalbum vertreten.
Eine ganz besondere Version von Übers Meer, gesungen von Herbert Grönemeyer, findet sich auf dem Album Abschied von Rio, das wenige Tage nach Reisers Tod im Berliner Tempodrom aufgezeichnet wurde.

„Ich habe noch nie jemanden in Deutschland singen gehört und gesehen, der wie Rio in der Lage war, innerhalb von Sekunden eine intime Beziehung, geradezu eine Liebesbeziehung, mit jedem einzelnen seiner Zuhörer aufzubauen.
Singen vor Publikum ist eine eigenartige Beschäftigung: Man kann das Blut, das man den Menschen entzieht, wie ein Vampir schlucken, oder man kann es verwandeln und zurückgeben.
Rio Reiser strahlte Kraft und Macht aus, die er vom Publikum bekam, und er gab sie wieder zurück. Charisma ist eine Fähigkeit, die sich nicht erlernen läßt, und sie hat nichts mit Image und bloßer Bühnenpräsenz zu tun. Selbst bei einem banalen Song konnte er irgendein bestimmtes Wort so singen, daß es einem kalt den Rücken runterlief.“

Im Juni 2019 wurde bekannt, dass Rio Reisers Brüder Peter und Gert Möbius den Nachlass des Künstlers dem Deutschen Literaturarchiv Marbach gestiftet haben. In der DDR begann schon um 1982/83 durch die (Ost)-Berliner Band Freygang eine frühe Reminiszenz, mit Live-Adaptionen von Scherben-Songs und später auch von Titeln von Rio Reiser.

## Diskografie

### Studioalben
- 1986: Rio I. (November 1986)
- 1987: Blinder Passagier (15. September 1987)
- 1990: *** (2. April 1990)
- 1991: Durch die Wand (Juli 1991)
- 1993: Über Alles (20. August 1993)
- 1995: Himmel und Hölle (März 1995; Wiederveröffentlichung: 28. Januar 2002)

### Livealben
- 1999: Live in der Seelenbinder-Halle, Berlin/DDR 1988 (8. November 1988)

### Kompilationen

Albumcover von Keine Macht für Niemand

- 1994: König von Deutschland – Das Beste von Rio Reiser (15. April 1994; König von Deutschland ’94)
- 1996: Balladen (8. Juli 1996)
- 1997: Unter Geiern (Januar 1997; Doppel-CD, Best of mit B-Seiten, Remixe)
- 2000: Junimond – Die Balladen (26. Juni 2000)
- 2000: Alles Lüge – Best
- 2003: Zwischen Null und Zero (1. September 2003; Doppel-CD, B-Seiten und Remixe)
- 2016: Alles und noch viel mehr – Das Beste (19. August 2016)
- 2016: Blackbox Rio Reiser (11. November 2016; CD-Box mit 16 CDs, fast nur bisher unveröffentlichte Songs)[43][44]

### Sonstige Alben
- 1974: Martha – Die letzte Wandertaube (1. Oktober 1974), Musik zum gleichnamigen Schauspiel
- 1998: Am Piano 1 (30. Oktober 1998)
- 1999: Am Piano 2 (30. März 1999)
- 2000: Am Piano 1-3 (7. Dezember 2000; 3 LPs)
- 2007: Rio Reiser singt Lieder von kleinen und großen Vorstadttigern (16. November 2007; bis dahin unveröffentlichte Songs aus Theaterstücken, Hörspielen u. ä.)

### Tribute-Alben
- 1996: Abschied von Rio (6. Dez. 1996; Live Doppel-CD, mit Herbert Grönemeyer, Ulla Meinecke, Ton Steine Scherben, Haindling u. a.)
- 2003: Familienalbum (27. Oktober 2003; u. a. mit Die Sterne, Fehlfarben, Fettes Brot, Nena, Marianne Rosenberg, Söhne Mannheims, Paula und dem unveröffentlichten Rio-Reiser-Song Herzverloren)
- 2005: Familienalbum II (14. Oktober 2005; Tribute-CD)
- 2020: Wir müssen hier raus. Eine Hommage an Ton Steine Scherben & Rio Reiser (20. November 2020; Tributealbum)

### Singles
- 1984: Dr. Sommer (März 1984)
- 1986: Alles Lüge (Mai 1986)
- 1986: Junimond (August 1986)
- 1986: König von Deutschland (Oktober 1986)
- 1986: Für immer und dich (November 1986)
- 1987: Blinder Passagier (August 1987)
- 1988: Manager (Januar 1988)
- 1988: Ich denk an dich (Mai 1988)
- 1989: Über Nacht (1989 – Tatort-Titelsong Der Pott)
- 1990: Geld (März 1990)
- 1990: Zauberland (Juni 1990)
- 1991: Jetzt schlägt’s 13 (Juni 1991)
- 1991: Nur dich (November 1991)
- 1993: Nimmst du mich mit (August 1993)
- 1993: Inazitti (Dezember 1993)
- 1994: König von Deutschland #94 (März 1994)
- 1995: Straße (April 1995)

### Videoalben
- 2003: Ton Steine Scherben – Land in Sicht (27. Januar 2003, Live-Mitschnitt vom 30. Mai 1983 aus der Offenbacher Stadthalle)
- 2005: Konzert, Videos, Interviews (14. März 2005; Live-Mitschnitt aus der Seelenbinderhalle & alle Videos)
- 2009: Lass uns ’n Wunder sein (Doppel-DVD mit Ausschnitten aus der Seelenbinderhalle 1988, ungekürzte Interviews und 2½ Stunden Bonusmaterial)[45]

### Chorbearbeitungen
- 2012: Reinhard Fehling: CD ‚Rios Reise‘ – „König von Überall“ – reinhard-fehling.de „Sternchen“: Chorversion mit Noten[46]

## Filmografie
Filmmusik
- 1979: Die Nacht mit Chandler – Regie: Hans Noever
- 1980: Total vereist – Regie: Hans Noever (mit Ton Steine Scherben)
- 1986: WAAhnsinn – Der Wackersdorf-Film – Regie: Helge Cramer, Uwe Heitkamp, Michael Herl, Christian Wagner
- 1986: Spaltprozesse – Regie: Bertram Verhaag, Claus Strigel
- 1986: Geschichten aus zwölf und einem Jahr – Regie: Manfred Stelzer
- 1986: Va Banque – Regie: Diethard Küster
- 1987: Die Chinesen kommen – Regie: Manfred Stelzer
- 1988: Tatort: Der Pott – Regie: Karin Hercher
- 1988: Himmelsheim – Regie: Manfred Stelzer
- 1989: Der Schönste – Regie: Burghard Schlicht
- 1990: Türmers Traum – Regie: Peter Möbius, Uwe Penner
- 1995: Tatort: Im Herzen Eiszeit – Regie: Hans Noever
- 1996: Polizeiruf 110: Gefährliche Küsse – Regie: Manfred Stelzer

Als Darsteller
- 1977: Johnny West – Regie: Roald Koller
- 1979: Die Nacht mit Chandler – Regie: Hans Noever
- 1980: Total vereist – Regie: Hans Noever
- 1986: Va Banque – Regie: Diethard Küster
- 1988: Tatort: Der Pott – Regie: Karin Hercher
- 1989: Der Schönste – Regie: Burghard Schlicht
- 1995: Tatort: Im Herzen Eiszeit – Regie: Hans Noever
- 1996: Die Gang, Folge: Liebeslied für eine Leiche (TV-Serie)

Über Rio Reiser
- 1997: Ich bieg’ dir den Regenbogen – biografischer Dokumentarfilm, Regie: Peter Möbius
- 2000: Scherben in Friesland – Film-Tagebuch, Regie: Egon Heinrich Bunne
- 2005: Rio Reiser – König von Deutschland – Musikrevue/Theateradaption, Regie: Stefan Paul
- 2006: Jan Plewka singt Rio Reiser. Eine Reminiszenz an den König von Deutschland – Regie: Stefan Paul
- 2007: Alles Lüge – Auf der Suche nach Rio Reiser – Spielfilm mit dokumentarischen Ausschnitten, Regie: Barbara Teufel
- 2008: Lass uns ’n Wunder sein – auf der Suche nach Rio Reiser – Dokumentation, Regie: Stefan Paul
- 2013: Rio Reiser – König von Deutschland – Musikalische Biografie von Heiner Kondschak, Regie: Dominik Günther
- 2024: Rio in Berlin – Dokumentation zu Rio Reisers 75. Geburtstag von Lutz Pehnert[47]